# PAEドクサ・ドラマス
ドクサ・ドラマFC（Doxa Drama Football Club (ギリシア語: Δόξα Δράμας)）は、ギリシャのドラマ県ドラマをホームタウンとするサッカークラブである。

## 歴史
1918年に創設された。
1954年にキペロ・エラーダスで決勝に進出したが、0-2でオリンピアコスに敗れて準優勝に終わった。1958年と1959年にも決勝に進出したが、共にオリンピアコスに敗れた。
1959-60シーズンに開始された全国選手権（アルファ・エスニキ）のオリジナルメンバーであり、初年度に6位の成績を残した。
2018-19シーズンにフットボールリーグで8位の成績を残して、2019-20シーズンのリーグシステムの変更に伴って新創立されたスーパーリーグ2の参加資格を獲得した。

## 獲得タイトル
- フットボールリーグ (2部)：3回
  - 1962-63, 1978-79, 1987-88
- ガンマ・エスニキ (3部)：1回
  - 2008-09
- デルタ・エスニキ (4部)：1回
  - 2002-03

## 歴代所属選手
- ヴァシリオス・コンスタンティニディス 2014-2015